# Кужаров, Александр Сергеевич
Кужа́ров, Алекса́ндр Серге́евич (6 июля 1950, с. Боцманово, Неклиновский район - 16 сентября 2014, город Ростов-на-Дону) — российский учёный, специалист в области координационной химии и трибологии. Доктор технических наук, профессор. Заведующий кафедрой химии Донского государственного технического университета. Действительный член Академии проблем качества Российской Федерации (1994), член Российского национального комитета по трибологии (2005), член Межведомственного научного совета по трибологии при Российской Академии Наук, Министерстве образования и науки РФ и союзе научных и инженерных объединений (обществ). Лауреат премии Президента Российской Федерации в области образования (2003). Почетный работник высшего профессионального образования Российской Федерации (2000). Заслуженный деятель науки Российской Федерации (2007). Изобретатель СССР (1985). Награждён дипломом и премией международного Совета по избирательному переносу и фрикционным покрытиям (1990), золотой (1986), серебряной (1985) и бронзовой (1987) медалями ВДНХ.

## Биография
Родился 6 июля 1950 года в селе Боцманово, Неклиновского района Ростовской области. В возрасте 6 лет поступил в школу, которую окончил с серебряной медалью в 1966 году. В том же году поступил на химический факультет Ростовского государственного университета (теперь Южный федеральный университет), который закончил в 1971 году по специальности "Физическая химия".
Работал в НИИ физической и органической химии Ростовского государственного университета (1974-1978) и Особом конструкторско-технологическом бюро «Орион» (1978-1987).
С 1987 года заведовал кафедрой химии Донского государственного технического университета.
Женат, имеет сына и дочь.
Скончался днем 16 сентября 2014 года.

## Диссертации
Кандидат химических наук (1974) - "Электрооптические свойства и строение карбонильных производных пятичленных гетероароматических соединений". Научные руководители: Заслуженный деятель науки РСФСР, доктор химических наук, профессор Осипов О.А., кандидат химических наук Шейнкер В.Н.
Доктор технических наук (1991) - "Координационная трибохимия избирательного переноса".
Под руководством А.С. Кужарова защищены две докторские и пятнадцать кандидатских диссертаций.

## Научные интересы
Научные интересы связаны трибологией и нанотрибологией: становление и развитие координационной и супрамолекулярной трибохимии самоорганизующихся трибосистем. Под руководством А.С. Кужарова создано и успешно развивается научное направление «Координационная трибохимия», основные положения которого стали обычными, общепринятыми и, в известной мере, рутинными при обсуждении молекулярных механизмов смазочного действия при трении и износе металлов.

## Публикации
Автор трех научных монографий, пяти учебников и учебных пособий и более 350 научных работ, опубликованных в России, США, Англии, Швеции, Германии, Польше и других странах. Имеет более 60 авторских свидетельств и патентов на изобретения.
Основные публикации:
- Кужаров А.С. Общая химия в машиностроительном вузе (конспект лекций для инженеров). — Ростов-на-Дону: ДГТУ, 1992. — 264 с.
- Гарновский А.Д., Рябухин Ю.И., Кужаров А.С. Прямой синтез координационных соединений из металлов в неводных средах. — М.: Координационная химия. — Т. 10. — № 8. — С. 1011, 1984.
- Kuzharov A.S., Bulgarevich S.B., Kuzharov A.A., Kravchik K. Molecular mechanisms of self-organization during boundary friction. — Трение и износ. — Т. 23. — № 6. — С. 645-652, 2002.
- Кужаров А.С., Бурлакова В.Э., Задошенко Е.Г., Марчак Р., Кравчик К., Шоль Г., Блашчик Т., Флис Я., Малыгина Е.В., Кужаров А.А. Трибоэлектрохимия эффекта безызносности при трении. Механизм формирования граничных слоев на стали в самоорганизующейся трибосистеме "медь -глицерин -сталь". — Трение и износ. — Т. 19. — № 6. — С. 768, 1998.
- Кужаров А.С., Бурлакова В.Э., Задошенко Е.Г., Кужаров А.А., Бурлов А.С., Ураев А.И., Кравчик К., Гарновский А.Д. Триботехнические возможности координационных соединений меди при трении бронзы по стали. — Трение и износ. — Т. 26. — № 6. — С. 628-637, 2005.
- Kuzharov A.S., Marchak R., Guzik J., Kravchik K., Zadoshchenko E.G. Research of the phenomena of the tribological self-organization in the "brass-glycerine-steel" system. — Трение и износ. — Т. 17. — № 1. — С. 113-122, 1996.
- Kuzharov A.S., Akhverdiev K.S., Kravchik K., Kuzharov A.A. Molecular mechanisms of self-organization during friction. — Трение и износ. — Т. 22. — № 1. — С. 84-91, 2001.
- Кужаров А.С., Кужаров А.А. Избирательный перенос: мифы и реалии. — Вестник Ростовского государственного университета путей сообщения. — № 4. — С. 43-51, 2011.